# مستشفى أمير ويلز
مستشفى أمير ويلز هو مستشفى تعليمي عام بسعة 440 سريرًا ويقع في راندويك بمدينة سيدني، أستراليا. تأسس في عام 1852، ويعتبر المستسشفى الرئيسي الذي يقدم خدماته لسكان نيو ساوث ويلز، ويتعاون المستشفى بشكل وثيق مع جامعة نيو ساوث ويلز. تتشارك المستشفى حرمها الجامعي مع مستشفى سيدني للأطفال والمستشفى الملكي للنساء ومستشفى أمير ويلز الخاص. تحمل المستشفى تاريخًا غنيًا يعود إلى إنشاء جمعية الأطفال الفقراء في منتصف القرن التاسع عشر.

## التاريخ
بدأ مستشفى أمير ويلز كملجأ للأطفال الفقراء، حيث خضع المستشفى لتحولات مختلفة. بعد نداءات التمويل في عام 1870، تم افتتاح مستشفى كاثرين هايز في راندويك بخطط تمت الموافقة عليها من قبل فلورنس نايتنجيل. شهدت الحرب العالمية الأولى تحويله إلى مستشفى عسكري ثم إلى مستشفى للإعادة إلى الوطن، يُعرف باسم مستشفى الإعادة الأسترالي الرابع. بدأ ارتباطها بمستشفى الساحل في عام 1927، وبحلول عام 1953، بعد إنشاء مستشفى كونكورد للإعادة إلى الوطن العام، تبنت اسمها الحالي وعملت كملحق لمستشفى سيدني. ساهمت اجراءات التطوير المستمر وخطوات الدمج الحديثة مع عدة مستشفيات، بما في ذلك مستشفى الأمير هنري ومستشفى رويال ساوث سيدني ومستشفى الضواحي الشرقية، إلى رفع مستوى مرافق الرعاية الصحية باستمرار.

## معرض الصور

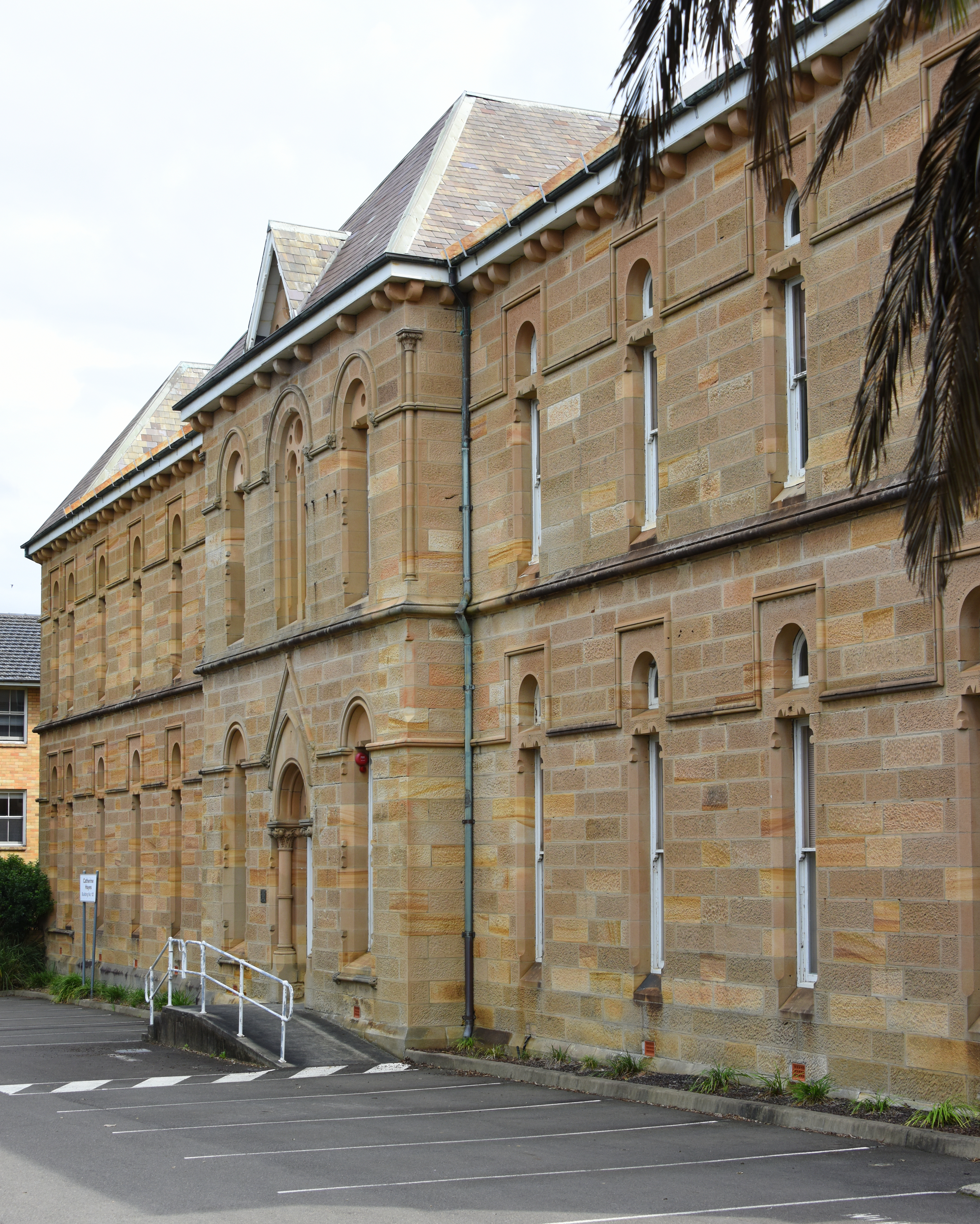
مبنى كاثرين هايز، مستشفى أمير ويلز
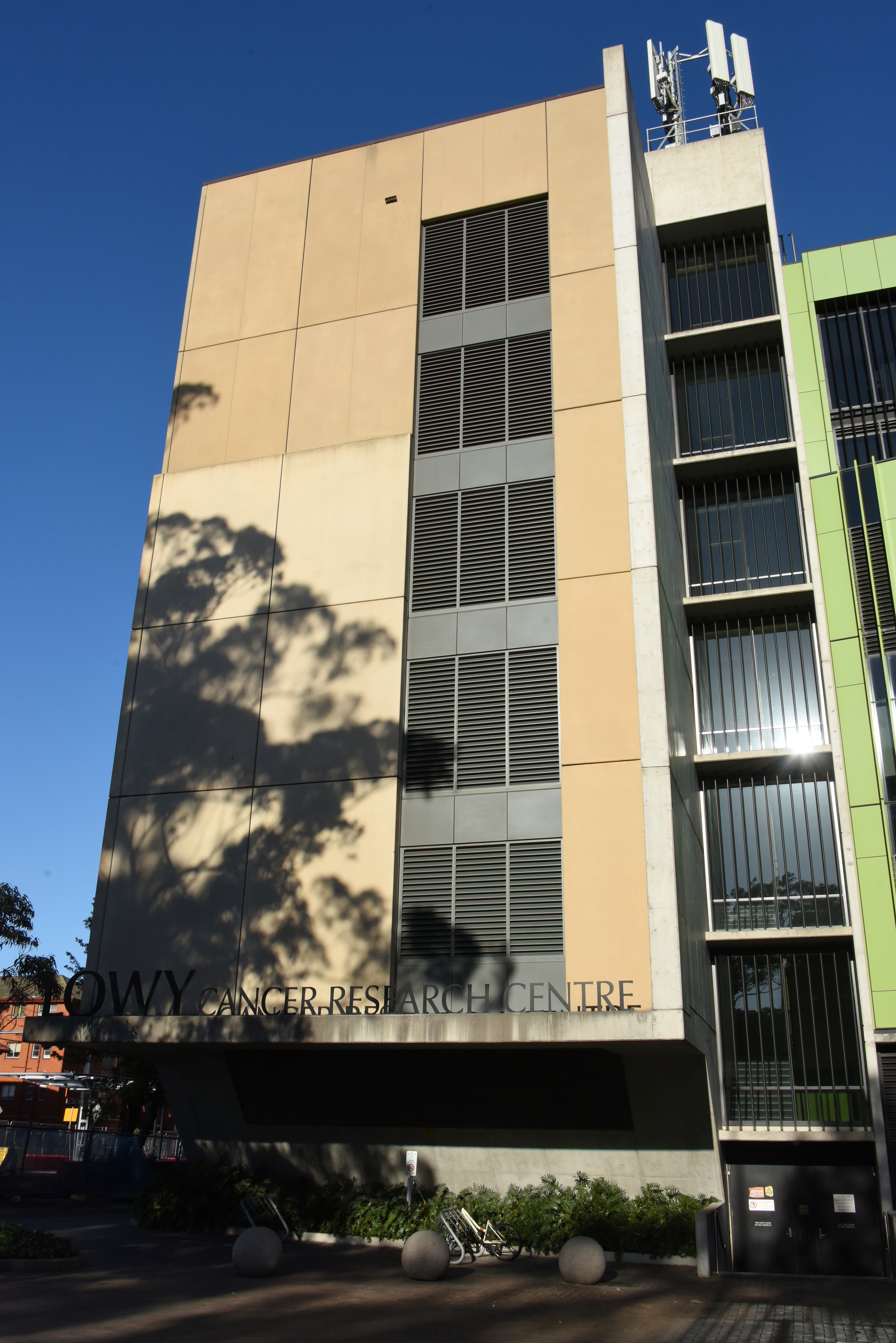
مركز لوي لأبحاث السرطان، مستشفى أمير ويلز
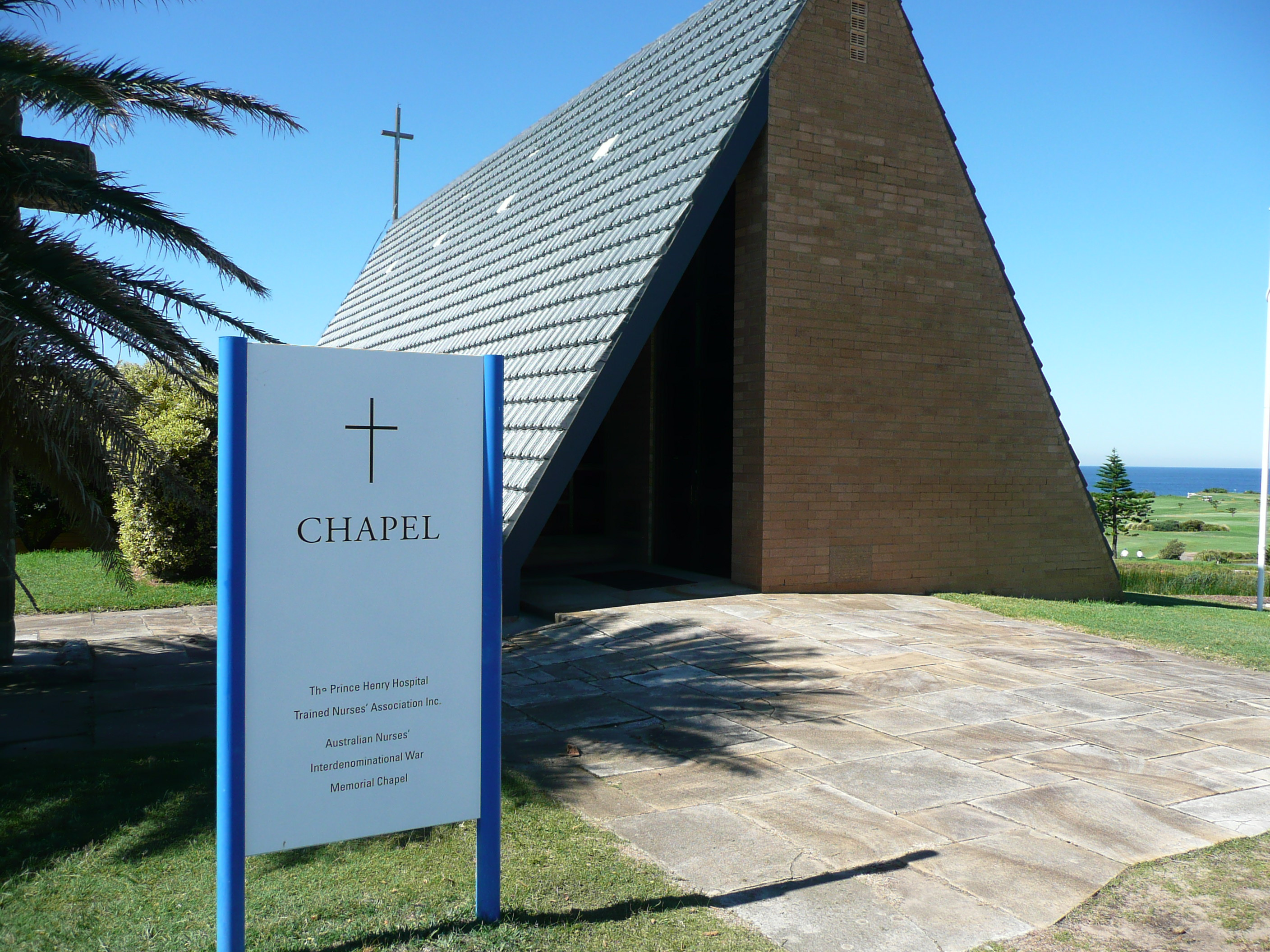
الكنيسة التذكارية للحرب، الأمير هنري
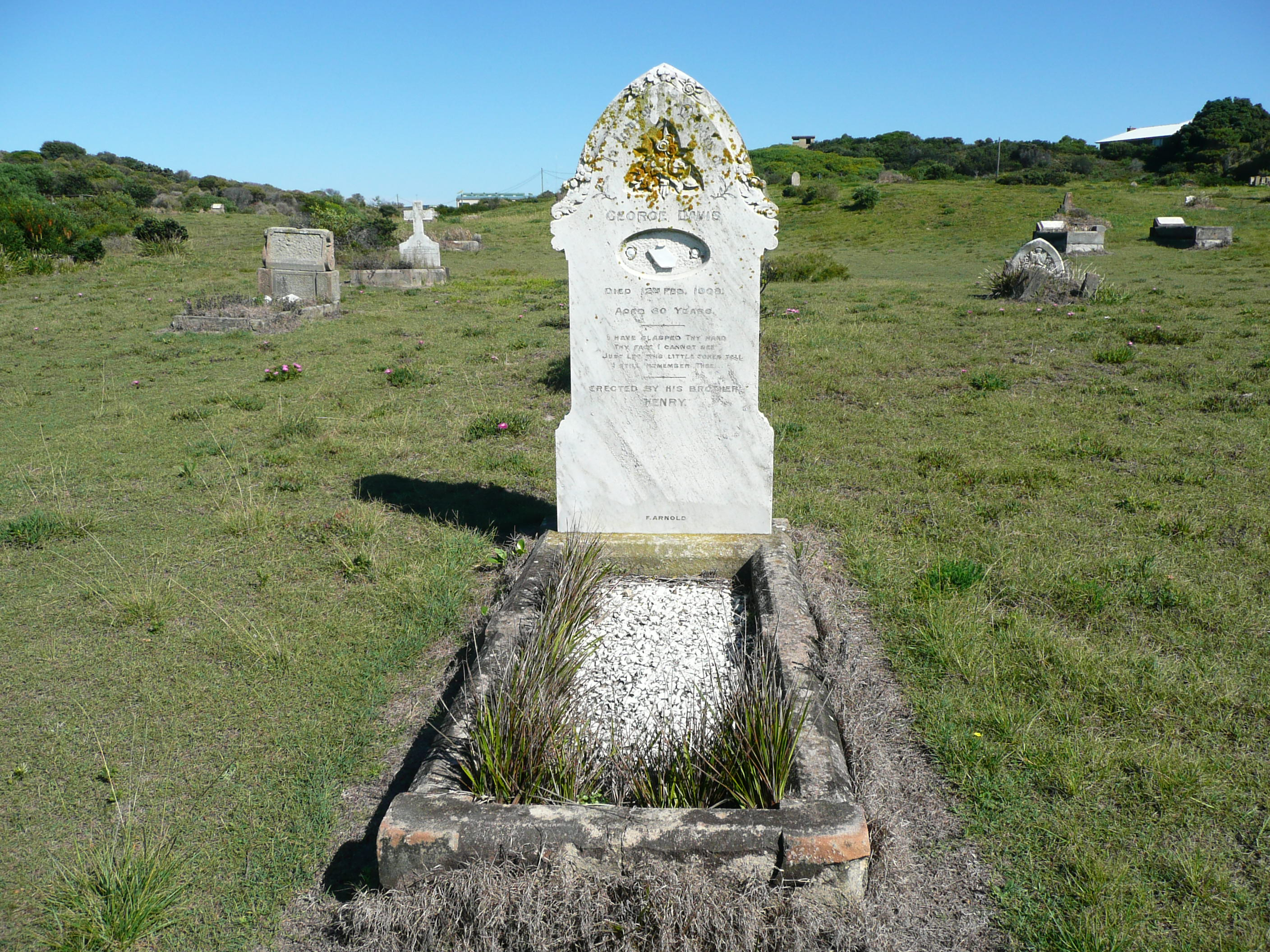
مقبرة الساحل، الملحقة في الأصل بمستشفى الساحل